# Polacanthoides
Polacanthoides („jako Polacanthus“) byl pochybný rod "obrněného" tyreoforního dinosaura z čeledi Nodosauridae či Ankylosauridae, vyskytujícího se na území současné Anglie v období spodní křídy.

## Historie
První fosilie tohoto obrněného dinosaura byly objeveny v Anglii (lokalita Bolney), v sedimentech souvrství Weald Clay, pocházejících z období geologického věku valangin až hauteriv (před 140 až 130 miliony let). Typový exemplář nese katalogové označení BMNH 2584. Na jeho základě formálně stanovil druh Polacanthoides ponderosus maďarský paleontolog a šlechtic Franz Nopcsa v roce 1928. Dnes je tento taxon považován obecně za nomen dubium (pochybné vědecké jméno) a pravděpodobně se jedná o mladší synonymum rodu Hylaeosaurus nebo Polacanthus. Může se také jednat o chiméru (taxon složený ve skutečnosti z fosilií různých živočichů).